# 데미 하먼
데미 하먼(Demi Harman, 1993년 3월 11일 ~ )은 오스트레일리아의 배우, 사회자이다.